# Joseph Goodelman
Joseph Goodelman (în idiș ‏יוסף גודלמאַן; în rusă Йосеф Гудельман; n. 7 decembrie 1862, Otaci, raionul Ocnița, Republica Moldova – d. 17 decembrie 1947, New York City, New York, SUA) a fost un evreu basarabean, profesor, traducător și poet american. A fost secretarul sindicatului muncitorilor americani din panificație.

## Biografie
S-a născut în târgul Otaci (acum oraș din raionul Ocnița, Republica Moldova) din ținutul Soroca, gubernia Basarabia, Imperiul Rus. În 1878 a absolvit școala de stat rusă. A lucrat ca profesor la Edineț (ținutul Hotin). În anii 1883–1886 a slujit în armata rusă. După demobilizare, a lucrat ca profesor în Medjiboj (ținutul Leticev din gubernia Podolia), unde s-a căsătorit cu Molke Fateles (în SUA – Mollie Goodelman, 1865–1947). În 1893 a deschis o școală privată rusă la Otaci, fiind directorul ei până în 1906. În 1906 a emigrat împreună cu soția în Statele Unite, după fiii lor care s-au stabilit în America un an mai devreme. Cei trei fii au fost: Israel (Isrul-Morthe; ulterior profesor și scriitor pentru copii), Aaron (devenit sculptor și grafician de carte) și Harry (Erșl; ulterior editor, poet și scriitor satirist).
Și-a început cariera literară la sfârșitul secolului al XIX-lea, publicând poezie în idiș în diferite periodice din Rusia țaristă. A continuat să publice poezie după ce a emigrat în America, astfel în anii 1911–1917 a publicat o serie de traduceri a poeziilor rusești în ziarul Fraye arbeter stieme („Vocea muncitorilor liberi”) din New York. Traducerea sa a poeziei „Demonul” de Lermontov a fost publicată într-o carte separată în 1923.